# Сай-Бою
Сай-Бою (кирг. Сай-Бою) — село в Ноокенском районе Джалал-Абадской области Кыргызстана. Входит в состав Сакалдинского айылного аймака.

## География
Село расположено в южной части области, на берегу Пахтаабадского канала, вблизи государственной границы с Узбекистаном, на расстоянии приблизительно 11 километров (по прямой) к юго-западу от села Масы, административного центра района. Площадь села — 102,1 га.

## История
Населённый пункт получил статус села согласно Закону Кыргызской Республики от 10 апреля 2023 года «Об отнесении некоторых населённых пунктов Баткенской, Джалал-Абадской, Ошской и Иссык-Кульской областей Кыргызской Республики к категории айыла (села)».

## Инфраструктура
В селе имеются: 271 хозяйство, школа, фельдшерско-акушерский пункт, спортивный зал и 3 предприятия бытового обслуживания.